# Meir Rauch
Meir Rauch (* 15. Oktober 1909 in Żołynia; † 1. August 1983) war ein israelischer Schachkomponist und -meister polnischer Herkunft.

## Leben
Bereits im Alter von 13 Jahren machte Rauch ab 1923 durch Schachkompositionen in der in Chemnitz erschienenen Arbeiter-Schachzeitung und in Turnieren des Arbeiterschachs auf sich aufmerksam. Er wohnte damals in Kiel und Berlin.
Anfang der 1930er Jahre emigrierte Rauch nach Palästina. Er vertrat als Ersatzspieler das palästinensische Völkerbunds-Mandatsgebiet auf der Schacholympiade 1939 in Buenos Aires, als während des Turniers der Zweite Weltkrieg begann. Rauch blieb daraufhin bis 1945 in Argentinien.
Rauch war Mitglied des Réti-Schachklubs in Tel Aviv. Er hielt den israelischen Rekord im Blindsimultanspiel.

## Schachkomponist
Bereits als Jugendlicher komponierte Rauch Zwei- und Dreizüger von erstaunlicher Qualität und Reife. Auch seine 1924 in der Arbeiter-Schachzeitung erschienene Studie zeigt Mehrzügerthematik. Nachfolgendes Bauernendspiel verbindet die Theorie der wandernden Quadrate mit dem Zugwechsel.
|   | a | b | c | d | e | f | g | h |   |
| 8 |   |   |   |   |   |   |   |   | 8 |
| 7 |   |   |   |   |   |   |   |   | 7 |
| 6 |   |   |   |   |   |   |   |   | 6 |
| 5 |   |   |   |   |   |   |   |   | 5 |
| 4 |   |   |   |   |   |   |   |   | 4 |
| 3 |   |   |   |   |   |   |   |   | 3 |
| 2 |   |   |   |   |   |   |   |   | 2 |
| 1 |   |   |   |   |   |   |   |   | 1 |
|   | a | b | c | d | e | f | g | h |   |

Der gedeckte schwarze Freibauer g3 bindet den weißen König an das Quadrat g3–g1–e1–e3. Die weißen Freibauern auf b3 und f3 binden den schwarzen König an die Felder d3, d4 und d5. Der Versuch, sie sofort zu verwandeln scheitert nach 1. b4? Kc4 2. f4 Kxb4 3. f5 Kc5 usw. mit ihrer Vernichtung. Auch 1. Ke1? Ke3 2. Kf1 (2. b4? g2!) Kxf3 3. b4 Ke4 bringt das gleiche Ergebnis.
Lösung
1. Kf1! beginnt ein Dreiecksmanöver Kd3

2. Kg1,Kg2 Kd4

3. Kg2,Kg1 Kd3,Kd5

4. Kf1 Kd4

5. Ke2 Kd5

6. Ke3 drängt den schwarzen König aus seiner Remiszone. Er verliert über die nun marschierenden Freibauern die Kontrolle.
Kc5

7. f4 Kd5

8. b4 Kc4

9. f5 Kd5

10. b5 Weiß gewinnt
Später komponierte Rauch auch in anderen Genres. Seine letzte bekannte Komposition war ein Hilfsmatt von 1946.